# 클렌저
클렌저(영어: cleanser)는 화장을 지우거나 각질 제거 또는 피부에 묻은 먼지(dirt)와 기타 오염물을 제거할 때 사용하는 세면 용품이다. 클렌저라는 용어는 먼지나 기타 물질을 청소하거나 제거하는 제품을 의미한다. 클렌저는 세제일 수도 있고, 특정한 목적이나 초점을 두고 생산되는 클렌저에는 여러 종류가 있다. 예를 들어 자동차 기계에서 특정 엔진 및 자동차 부품을 청소하는 데 사용되는 탈지제 또는 기화기 세척제이다.
다른 종류에는 미용, 피부과 또는 일반 피부 관리에 사용되는 것들이 포함된다. 여기서 클렌저는 얼굴에 묻은 메이크업, 스킨케어 제품 잔여물, 미생물, 각질, 기름, 땀, 먼지 등 일상 오염 물질을 제거하는 데 사용되는 페이셜 케어 제품을 의미한다. 이러한 세정 보조제는 오물 축적, 감염, 모공 막힘, 자극 및 각질로 인한 칙칙함, 피지 축적으로 인한 과도한 피부 윤기 등의 미용 문제를 예방하는 데 도움이 된다. 이는 또한 여드름과 같은 특정 피부 상태를 예방하거나 치료하는 데 도움이 될 수 있다. 클렌징은 스킨 케어의 첫 번째 단계로, 토너와 모이스처라이저와 함께 클렌징 후 사용하거나 메이크업 리무버 코튼과 메이크업 리무버를 사용해 사용할 수 있다.
때로는 다른 스킨케어 제품을 사용하기 전에 "이중 클렌징"을 수행하여 워터프루프 메이크업, 워터프루프 선크림, 지성피부의 과다피지, 대기오염 입자에 이르기까지 클렌징에 더 저항력이 있는 잔여물을 완전히 용해시키고 제거하는 것이 좋다. 이중 클렌징은 일반적으로 건조한 피부에 지용성 클렌저(예: 클렌징 밤, 클렌징 오일, 미셀 클렌징 워터 등)를 바르고 얼굴 주위를 오랫동안 마사지하는 과정을 포함한다. 그런 다음 해당 부위는 그럴 수도 있고 그렇지 않을 수도 있다. 물이 튄다. 모든 종류의 수성 클렌저는 물과 유화되어 1차 클렌저를 제거하고 피부를 더욱 깨끗하게 해주는 메인 클렌저로 사용된다. 그런 다음 마지막으로 오물이나 제품 잔여물이 남지 않을 때까지 얼굴을 물로 완전히 헹군다.

## 세안용 클렌저

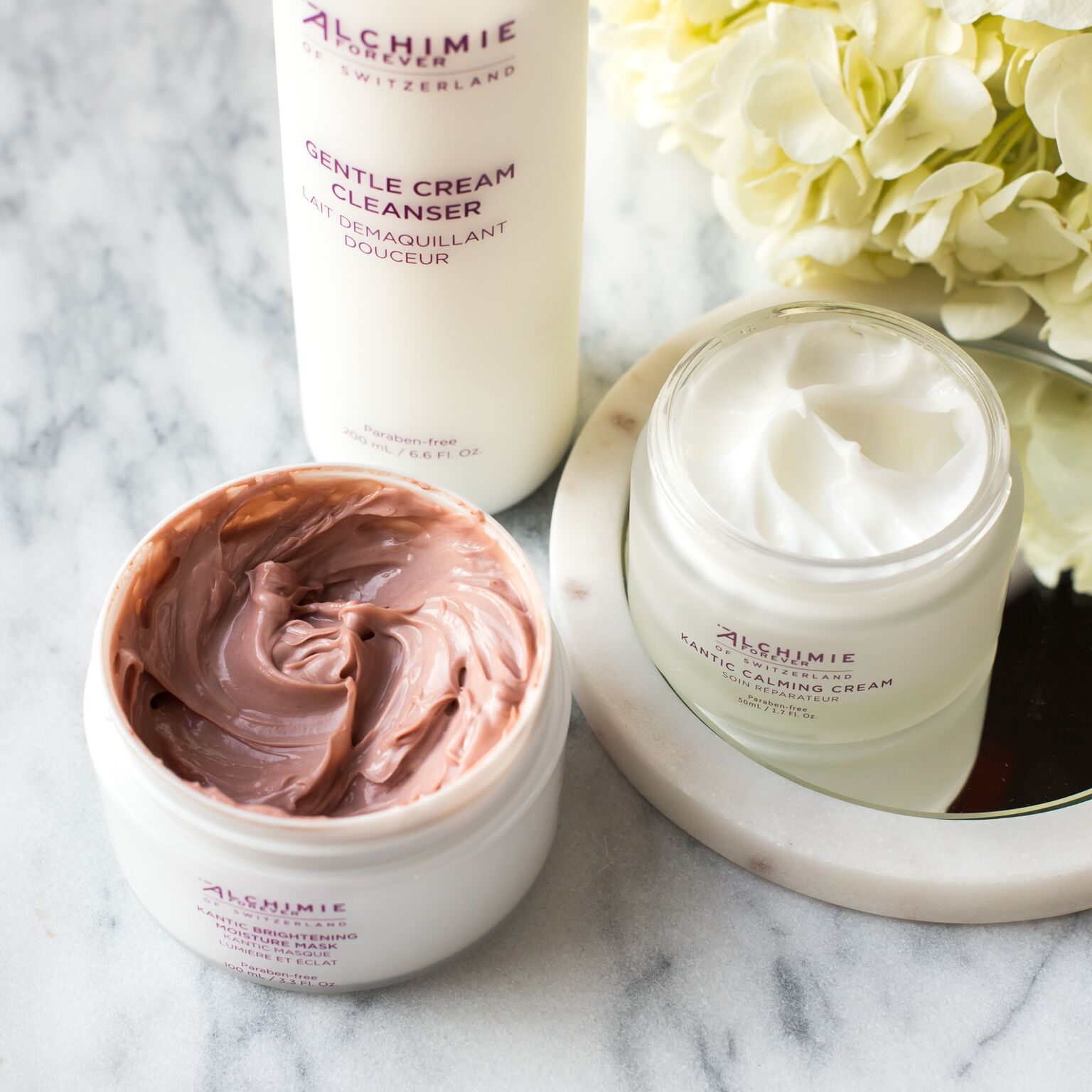
크림 클렌저와 마스크

1. 크림 클렌저
2. 폼 클렌저
3. 오일 클렌저
4. 클레이 클렌더
5. 파우더 클렌저
6. 바 클렌더
7. 허니 클렌저
8. 비타민 클렌저